# Gueriniopsis setipes
Gueriniopsis setipes är en tvåvingeart som först beskrevs av Daniel William Coquillett 1902.  Gueriniopsis setipes ingår i släktet Gueriniopsis och familjen parasitflugor. Inga underarter finns listade i Catalogue of Life.